# Vagina dentata

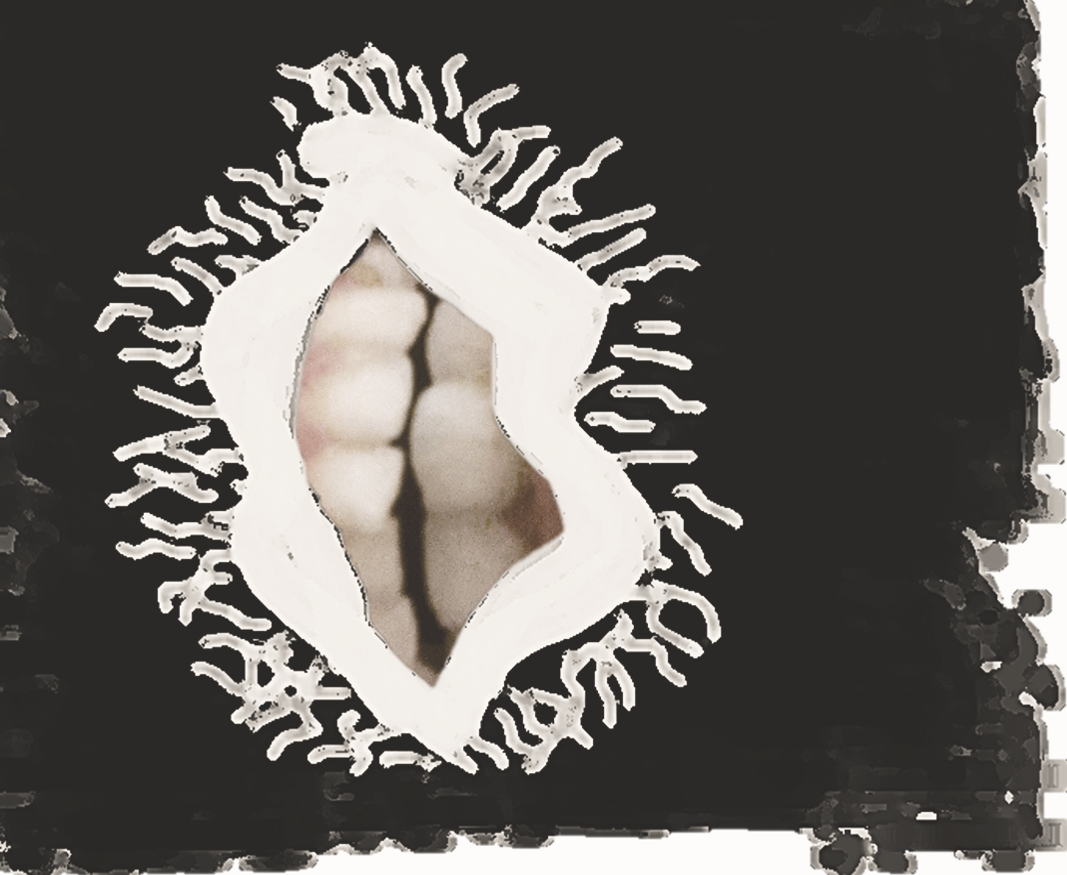
Representação artística de uma vagina dentata

A expressão vagina dentata, em latim, significa vagina com dentes. Várias culturas têm lendas populares sobre mulheres que possuem vaginas com dentes, contadas como histórias de moral, avisando dos perigos do sexo com mulheres desconhecidas.

## Origem cultural
A vagina dentata aparece nos mitos de várias culturas. Erich Neumann relata um desses mitos no qual "Um peixe habita a vagina da Mãe Terrível; o herói é o homem que vencer a Mãe Terrível, quebrar os dentes da sua vagina, e então a tornar numa mulher."
O mito expressa a ameaça que as relações sexuais com coito representam para os homens que, apesar de entrarem triunfantemente, saem sempre diminuídos.
A vagina dentata provou ser um tema cativante para vários artistas e escritores, em particular entre obras surrealistas ou sobre psicanálise. Apesar do mito estar associado ao receio da castração, é geralmente, atribuída por engano a Sigmund Freud. Freud nunca mencionou o termo nos seus trabalhos sobre psicanálise, e este vai de encontro às suas próprias ideias sobre a castração. Para Freud, a vagina significa o medo da castração porque os jovens rapazes assumem que as mulheres outrora tiveram um pénis, que agora não possuem. A vagina é, então, o resultado da castração, e não a sua causa.

#### Hinduísmo
No hinduísmo, o asura Andhaka, filho de Shiva e Parvati (mas não ciente disso), é morto por Shiva quando tenta forçá-lo a entregar Parvati. O filho de Andhaka, Adi, também um asura, toma a forma de Parvati para seduzir e matar Shiva com uma vagina dentada com a intenção de vingar a morte de Andhaka, mas ele também é morto por Shiva.

## Vagina dentata na cultura popular
Este mito tem sido popularizado recentemente por ser mencionado na sequência do mais conhecido romance de Neil Gaiman, "Deuses Americanos", e pelo filme de 2007 Teeth. O anime Wicked City e o romance de Carlos Fuentes Cristóvão Nonato introduzem personagens femininos com vagina dentata, tal como o romance de K.W. Jeter, Dr. Adder. O romance de Neal Stephenson Snow Crash apresenta um aparelho chamado Dentata, que é introduzido na vagina e previne as violações.[carece de fontes?]

## Preservativo feminino antiviolação
Em 2005, a inventora Sonette Ehlers introduziu o Rapex, um preservativo feminino antiviolação que pode ser inserido no canal vaginal, tal como um diafragma. Este produto apresenta minúsculas farpas que atacam o pênis do violador, e que tem de ser cirurgicamente removido. Num artigo sobre o Rapex, Ehlers comentou que foi inspirada a inventar o aparelho depois de um encontro com uma vítima que lhe disse, "Se eu tivesse dentes aqui em baixo...".